# Psychotria cathetoneura
Psychotria cathetoneura är en måreväxtart som beskrevs av Ignatz Urban. Psychotria cathetoneura ingår i släktet Psychotria och familjen måreväxter. Inga underarter finns listade i Catalogue of Life.